# リズ山崎
リズ 山崎（リズ やまざき、1960年2月18日 - ）は、日本の著作家、スピリチュアルカウンセラー。
神奈川県横浜市出身。

## 概要
ロサンゼルスで14年間ピアノ弾き語りとして過ごし、自身の自己探求の経験からスピリチュアル&心理学の研究を開始、チャネラー&心理セラピストとなる。
これまでに刊行した著書41冊（累計70万部）は自己啓発&女性エッセイの分野で多くの女性たちに支持され米国・ヨーロッパ・台湾・韓国など海外でも翻訳されている。
また、株式会社リズ山崎オフィス代表取締役も務めている。

## 経歴
1981年　音楽を勉強するため渡米、北アメリカ大陸横断一人旅を果たす。グローブ音楽学院卒業後、クラブでの弾き語り、バンド活動、ヴォーカル講師、日系TVでのCMソングなど音楽活動を行う。
1993年　日本で感情を解放するためのセルフセラピーCD「Dream Vision」をリリースする。
1994年　CDリリース直後の父急逝を機に一時日本に活動拠点を移し「サラージ心理アカデミー」を開設する。
1996年 サラージ・メソッドを心理学的方法論にまとめ上げることを目的に大学（明星大学教育学部心理学科通信課）に入学する。
2006年2月　リズ山崎公式ブログ「ハッピーモーメント」開始。
2011年5月　東日本大震災支援のためブログにて募った募金にて宮城県南三陸町の人たちのために喪服をはじめ衣類や物資を届けに現地を訪れる。
2013年10月　脳動脈瘤の手術・入院を経験。2021年2月　国家資格「公認心理師」資格を取得する。